# Hideyuki Nagashima
Hideyuki Nagashima (長島偉之 (?); 27 maggio 1953) è un ex lottatore giapponese, specializzato nella lotta libera.

## Palmarès

### Olimpiadi
- 1 medaglia:
  - 1 argento (Los Angeles 1984 nei pesi medi)